# Asociación Internacional de Ciudades Educadoras
Fundada en 1994, la Asociación Internacional de Ciudades Educadoras (AICE) es una Asociación sin ánimo de lucro, constituida como una estructura permanente de colaboración entre los gobiernos locales comprometidos con la Carta de Ciudades Educadoras, que es la hoja de ruta de las ciudades que la componen. Cualquier gobierno local que acepte este compromiso puede convertirse en miembro activo de la Asociación, con independencia de sus competencias administrativas. Al cierre del ejercicio 2016, el número de miembros asciende a 488 ciudades de 36 países de todos los continentes.

## Historia
La Asociación Internacional de Ciudades Educadoras es un movimiento que inició en 1990 con motivo del I congreso Internacional de Ciudades Educadoras, celebrado en Barcelona, cuando un grupo de ciudades representadas por sus gobiernos locales planteó el objetivo común de trabajar conjuntamente en proyectos y actividades para mejorar la calidad de vida de los habitantes, a partir de su implicación activa en el uso y la evolución de la propia ciudad y de acuerdo con la carta aprobada de Ciudades Educadoras. Posteriormente, en 1994 este movimiento se formaliza como Asociación Internacional en el III Congreso celebrado en Bolonia y en el VIII Congreso celebrado en Génova en 2004.
Las ciudades miembros de la asociación deben cumplir y promover el cumplimiento de los principios de la Carta de Ciudades Educadoras así como impulsar colaboraciones y acciones concretas entre las ciudades, participar y cooperar activamente en proyectos e intercambios de experiencias con grupos e instituciones con intereses comunes, profundizar en el discurso de Ciudades Educadoras y promover sus concreciones directas, influir en el proceso de toma de decisiones de los gobiernos y de las instituciones internacionales en cuestiones de interés para las Ciudades Educadoras y dialogar y colaborar con diferentes organismos nacionales e internacionales.

## Objetivos
- Proclamar y reclamar la importancia de la educación en la ciudad.
- Poner de relieve las vertientes educativas de los proyectos políticos de las ciudades asociadas.
- Promover, inspirar, fomentar y velar por el cumplimiento de los principios recogidos en la Carta de Ciudades Educadoras (Declaración de Barcelona) en las ciudades miembro, así como asesorar e informar a los miembros sobre el fomento e implantación de los mismos.
- Representar a los asociados en la ejecución de los fines asociativos, relacionándose y colaborando con organizaciones internacionales, estados, entidades territoriales de todo tipo, de manera que la AICE sea un interlocutor válido y significativo en los procesos de influencia, negociación, decisión y redacción.
- Establecer relación y colaboración con otras asociaciones, federaciones, agrupaciones o Redes Territoriales, en especial, de ciudades, en ámbitos de acción similares, complementarios o concurrentes.
- Cooperar en todos los ámbitos territoriales en el marco de los fines de la presente Asociación.
- Impulsar la adhesión a la Asociación de ciudades de todo el mundo.
- Impulsar la profundización del concepto Ciudad Educadora y sus aplicaciones concretas en las políticas de las ciudades, a través de intercambios, de encuentros, de proyectos comunes, de congresos y de todas las actividades e iniciativas que refuercen los lazos entre las ciudades asociadas, en el ámbito de las delegaciones, Redes Territoriales, Redes Temáticas y otras agrupaciones.

## Organización
Los Estatutos vigentes de la Asociación establecen un esquema organizativo compuesto por 4 grandes órganos:

#### Asamblea General
Órgano supremo de la AICE integrado por todos los asociados.

#### Comité Ejecutivo
Le corresponden las funciones de dirección, gestión, ejecución y representación de la Asociación.

#### Secretariado
Responsable de la gestión cotidiana de la Asociación.

#### Redes
Estructuras descentralizadas integradas por ciudades miembro de la AICE de un determinado territorio.
- Delegación para América Latina de Ciudades Educadoras
- Red Argentina de Ciudades Educadoras (RACE)
- Red Asia-Pacífico
- Red Brasil
- Red Estatal de Ciudades Educadoras (RECE)
- Red Francesa
- Red Italiana
- Red Mexicana de Ciudades Educadoras (REMCE)
- Red Portuguesa

## Ciudades miembro
- Alemania: Múnich.

- Argentina: Ciudad Autónoma de Buenos Aires, Cañada de Gómez, Cosquín, Esquel, General Alvear, Godoy Cruz, Malargüe, Morón, Pergamino (Buenos Aires), Pilar, Río Cuarto, Rosario, San Francisco, San Justo, Sunchales, Totoras, Villa Constitución, Zárate.

- Australia: Adelaida.

- Bélgica: Amberes.

- Benín: Porto Novo, Lokossa.

- Bolivia: Santa Cruz de la Sierra.

- Brasil: Belo Horizonte, Caxias do Sul, Guarulhos, Horizonte, Jequié, Mauá, Porto Alegre, Santiago, Santo André, Santos, San Bernardo do Campo, São Carlos, São Paulo, Sorocaba, Vitória.

- Canadá: Quebec.
- Cabo Verde: Praia, Ribeira Grande.

- Chile: Purranque

- Colombia: Medellín, Purificación, Sabaneta.

- Costa Rica: San José de Costa Rica.

- Croacia: Osijek.

- Dinamarca: Ishoj.

- Ecuador: Cuenca, Quito.

- España: La Coruña, Adeje, Albacete, Alcalá de Guadaíra, Alcalá de Henares, Alcázar de San Juan, Alcobendas, Alcoy, Aldaya, Alella, Algete, Alcira, Aranjuez, Arbucias, Arganda del Rey, Argentona, Ávila, Avilés, Azuaga, Badalona, Bañolas, Baracaldo, Barberá del Vallés, Barcelona, Berga, Betanzos, Bilbao, Blanes, Boadilla del Monte, Bolaños de Calatrava, Burgos, Calella, Calviá, Camargo, Cambrils, Canet de Berenguer, Canovellas, Carmona, Cartaya, Castellar del Vallés, Castelldefels, Sardañola del Vallés, Ceuta, Chiclana de la Frontera, Cieza, Ciudadela de Menorca, Córdoba, Cornellá de Llobregat, Corvera de Asturias, Coslada, Cubellas, Cuenca, San Sebastián, Écija, Ejea de los Caballeros, El Prat de Llobregat, Esplugas de Llobregat, Estepona, Ferrol, Figueras, Fuenlabrada, Fuentes, Galapagar, Gandía, Gavá, Getafe, Gijón, Gerona, Granada, Granollers, Guadalajara, Guadix, Hospitalet de Llobregat, Ibi, Ibiza, Igualada, Iniesta, La Garriga, Las Palmas de Gran Canaria, Las Pedroñeras, Leganés, Linares, Lérida, Logroño, Lorca, Los Corrales de Buelna, Lucena, Lugo, Madrid, Majadahonda, Málaga, Manresa, Maracena, Mataró, Melilla, Mérida, Mislata, Molins de Rey, Mollet del Vallés, Montánchez, Moncada y Reixach, Móstoles, Murcia, Oviedo, Palafrugell, Palamós, Palma de Mallorca, Palma del Río, Pamplona, Parets, Peligros, Pinos Puente, Pinto, Pizarra, Pontevedra, Pozoblanco, Pozuelo de Alarcón, Premiá de Mar, Priego, Priego de Córdoba, Puerto Real, Puertollano, Punta Umbría, Cuart de Poblet, Reus, Ripollet, Rivas-Vaciamadrid, Rubí, Sabadell, Sagunto, Salamanca, Salou, Salt, San Bartolomé de Tirajana, San Fernando de Henares, San Pedro del Pinatar, San Sebastián de los Reyes, San Adrián de Besós, San Baudilio de Llobregat, San Cugat del Vallés, San Felíu de Guixols, San Felíu de Llobregat, San Juan Despí, San Justo Desvern, San Mateo de Bages, San Quirico de Tarrasa, Santa Coloma de Cervelló, Santa Coloma de Farnés, Santa Coloma de Gramanet, Santa Cruz de Moya, Santa Cruz de Tenerife, Santiago de Compostela, Santurce, Sangenjo, Segovia, Sevilla, Soria, Tarancón, Tarazona, Tarragona, Tarrasa, Tías, Toledo, Tomelloso, Torelló, Torralba de Calatrava, Torrejón de Ardoz, Torrente, Torrijos, Tudela, Valdepeñas, Valencia, Vich, Vigo, Viladecans, Viladecavalls, Villafranca del Panadés, Villagarcía de Arosa, Villanueva y Geltrú, Villarreal, Villajoyosa, Villarrobledo, Villena, Vinalesa, Vinaroz, Vitoria, Zamora, Zaragoza.

- Finlandia: Espoo, Helsinki, Pori, Tampere.

- Francia: Angers, Aubagne, Aurillac, Belfort, Besançon, Brest, Caluire-et-Cuire, Chambéry, Chaumont, Chelles, Clichy-sous-Bois, Creil, Dijon, Dunkerque, Fécamp, Feyzin, Grenoble, Hem, Hérouville Saint-Clair, Illkirch-Graffenstaden, La Roche-sur-Yon, Laxou, Le Kremlin-Bicêtre, Les Lilas, Limoges, Lorient, Lormont, Lyon, Mainvilliers, Meyzieu, Montceau-les-Mines, Montpellier, Nanterre, Nantes, Nevers, Niort, París, Perpiñán, Pessac, Poitiers, Quimper, Rennes, Roubaix, Sainte-Luce-sur-Loire, Saint-Étienne, Saint-Herblain, Saint-Jacques-de-la-Lande, Saint-Nazaire, Saint-Priest, Schiltigheim, Seyssins, Torcy, Tourcoing, Tournefeuille, Tours, Villeurbanne, Vitrolles.

- Grecia: Agia Varvara.

- Italia: Ancona, Arezzo, Belluno, Bolonia, Brandizzo, Brescia, Brolo, Busto Garolfo, Casalecchio di Reno, Ceccano, Chieri, Collegno, Foggia, Génova, La Spezia, Lentini, Lodi, Mogliano Veneto, Padua, Palermo, Peschiera Borromeo, Pistoia, Pomigliano d'Arco, Pordenone, Portogruaro, Ragusa, Rávena, Rívoli, Roma, Rovereto, Sacile, Settimo Torinese, Turín, Varese, Venecia, Verbania, Vicenza.

- Marruecos: Rabat

- México: Ciudad de México, Colima, Cozumel, Ecatepec de Morelos, Guadalajara, León, Morelia, Playa del Carmen, Rayón, Tenango del Valle(Estado de México) Toluca, Zacatecas.

- Polonia: Katowice, Kutno.

- Portugal: Águeda, Albufeira, Almada, Amadora, Azambuja, Barreiro, Braga, Cámara de Lobos, Cascais, Chaves, Coímbra, Esposende, Évora, Grândola, Leiría, Lisboa, Loulé, Loures, Moura, Odivelas, Oliveira de Azeméis, Oporto, Palmela, Paredes, Pombal, Portimão, Rio Maior, Sacavém, Santa Maria da Feira, Santo Tirso, Santarém, Sao João da Madeira, Sever do Vouga, Sintra, Torres Novas, Trofa, Vila Franca de Xira, Vila Real.

- Puerto Rico: Caguas.

- Corea del Sur: Andong, Changwon, Dalseo, Gumi, Gunsan, Gwangju Metropolitan City, Guro, Paju, Suncheon, Yeosu.

- Rumanía: Satu Mare.

- Senegal: Dakar.

- Suecia: Gotemburgo.

- Suiza: Ginebra.

- Territorios Palestinos: Belén.

- Togo: Lomé.

- Uruguay: Montevideo, Paysandú
- Venezuela: Chacao